# Hamblen County
Hamblen County ist ein County im US-Bundesstaat Tennessee der Vereinigten Staaten. Das U.S. Census Bureau hat bei der Volkszählung 2020 eine Einwohnerzahl von 64.499 ermittelt. Der Verwaltungssitz (County Seat) ist Morristown.

## Geographie
Das County liegt im Nordosten von Tennessee, ist im Norden etwa 50 km von Virginia entfernt und hat eine Fläche von 456 Quadratkilometern, wovon 38 Quadratkilometer Wasserfläche sind. Es grenzt im Uhrzeigersinn an folgende Countys: Hawkins County, Greene County, Cocke County, Jefferson County und Grainger County.

## Geschichte
Hamblen County wurde am 8. Juni 1870 gebildet und nach dem Anwalt und lokalen Landbesitzer Hezekiel Hamblen (1775–1855) benannt. Das Bezirksgerichtsgebäude wurde 1874 fertiggestellt, um 1955 erweitert und zwischen 1968 und 1970 komplett renoviert.

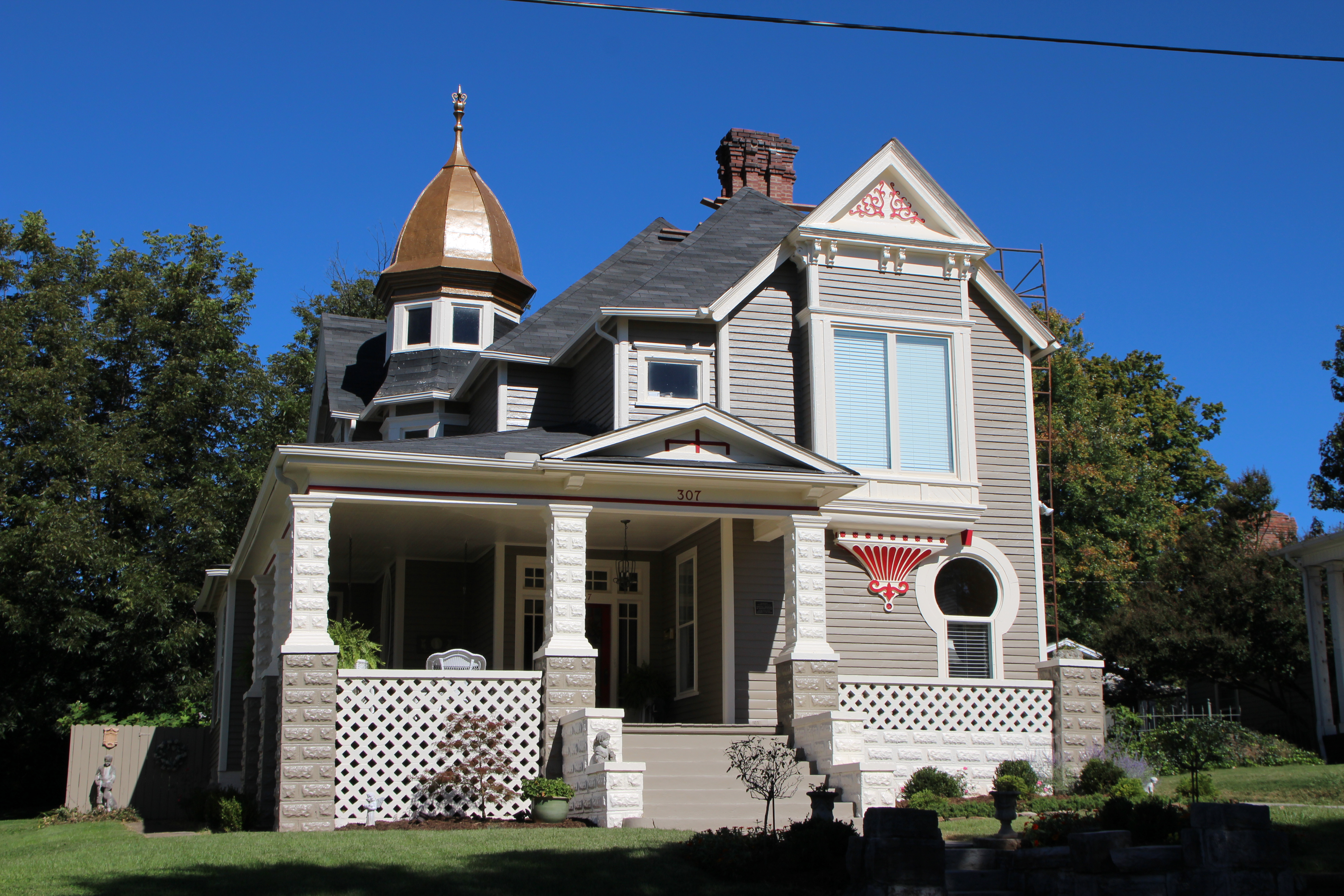
Das Phillips House ist einer von zwölf Einträgen des Countys im NRHP.

Zwölf Bauwerke und Stätten des Countys sind im National Register of Historic Places (NRHP) eingetragen (Stand 16. August 2018).

## Demografische Daten

Alterspyramide Hamblen County

Nach der Volkszählung im Jahr 2000 lebten im Hamblen County 58.128 Menschen in 23.211 Haushalten und 16.595 Familien. Die Bevölkerungsdichte betrug 139 Einwohner pro Quadratkilometer. Ethnisch betrachtet setzte sich die Bevölkerung zusammen aus 90,72 Prozent Weißen, 4,12 Prozent Afroamerikanern, 0,22 Prozent amerikanischen Ureinwohnern, 0,58 Prozent Asiaten, 0,06 Prozent Bewohnern aus dem pazifischen Inselraum und 3,32 Prozent aus anderen ethnischen Gruppen; 0,99 Prozent stammten von zwei oder mehr Ethnien ab. 5,68 Prozent der Bevölkerung waren spanischer oder lateinamerikanischer Abstammung.
Von den 23.211 Haushalten hatten 30,5 Prozent Kinder und Jugendliche unter 18 Jahre, die bei ihnen lebten. 56,1 Prozent waren verheiratete, zusammenlebende Paare, 11,3 Prozent waren allein erziehende Mütter und 28,5 Prozent waren keine Familien. 24,7 Prozent waren Singlehaushalte und in 9,6 Prozent lebten Personen im Alter von 65 Jahren oder darüber. Die Durchschnittshaushaltsgröße betrug 2,47 und die durchschnittliche Haushaltsgröße betrug 2,91 Personen.
23,3 Prozent der Bevölkerung waren unter 18 Jahre alt, 8,9 Prozent zwischen 18 und 24, 29,6 Prozent zwischen 25 und 44, 24,9 Prozent zwischen 45 und 64 und 13,3 Prozent waren älter als 65. Das Durchschnittsalter betrug 37 Jahre. Auf 100 weibliche Personen kamen statistisch 97,1 männliche Personen und auf 100 Frauen im Alter von 18 Jahren und darüber kamen 93,5 Männer.
Das jährliche Durchschnittseinkommen eines Haushalts betrug 32.350 USD, das Durchschnittseinkommen der Familien betrug 39.138 USD. Männer hatten ein Durchschnittseinkommen von 30.009 USD, Frauen 21.309 USD. Das Prokopfeinkommen betrug 17.743 USD. 14,4 Prozent der Einwohner and 10,5 Prozent der Familien lebten unterhalb der Armutsgrenze.